# Slam (tärningsspel)
Slam, även kallat storslam och lillslam, eller med ett engelskt namn buck dice, är ett tärningsspel där slumpen spelar en helt avgörande roll.
Tre tärningar används. Spelet inleds med att en tärning kastas för att bestämma vilket av talen 1–6 som ska gälla som spelomgångens "lyckotal". Den spelare som är i tur kastar alla tre tärningarna och noterar 1 poäng om en av dem visar lyckotalet. Om lyckotalet finns på två tärningar, kallat lillslam, noteras 5 poäng. Spelaren får fortsätta att kasta så länge tärningarna ger poäng. 
Spelet går ut på att uppnå den exakta poängsumman 15, och därigenom få lämna spelet. Slam har ingen vinnare utan bara en förlorare: den deltagare som är sist kvar. En spelare som lyckats få lyckotalet på alla tre tärningarna har gjort en storslam och uppnår direkt 15 poäng.
Det är brukligt att spela detta spel för att avgöra vem som ska betala krognotan.